# HD14111
HD14111 — хімічно пекулярна зоря спектрального класу A0, що має видиму зоряну величину в смузі V приблизно  9,8.
Вона  розташована на відстані близько 470,6 світлових років від Сонця.